# Wołyńce-Kolonia
Wołyńce-Kolonia – wieś w Polsce położona w województwie mazowieckim, w powiecie siedleckim, w gminie Siedlce. Ma status sołectwa.
Miejscowość podlega rzymskokatolickiej parafii św. Józefa Robotnika w Wołyńcach.
W latach 1975–1998 miejscowość administracyjnie należała do województwa siedleckiego.
Do 31 grudnia 2011 miejscowość stanowiła część wsi Wołyńce, od 1 stycznia 2012 stanowi osobną wieś.
Przez Wołyńce Kolonię przebiega droga gminna Wołyńce - Teodorów.